# نورد (کالیفرنیا)
نورد (به انگلیسی: Nord) یک منطقهٔ مسکونی در ایالات متحده آمریکا است که در شهرستان بیوت، کالیفرنیا واقع شده‌است. نورد ۵٫۴۵۳ کیلومتر مربع مساحت و ۳۲۰ نفر جمعیت دارد و ۴۶ متر بالاتر از سطح دریا واقع شده‌است.